# Motomondiale 2024
Il motomondiale 2024 è stata la settantaseiesima edizione del motomondiale, organizzata dalla FIM. È iniziato il 10 marzo e si è concluso il 17 novembre, dopo venti gare rendendolo il campionato più lungo di sempre per numero di appuntamenti della storia del Motomondiale, a pari con le due edizioni precedenti. Il campionato di MotoE è iniziato il 23 marzo e si è concluso il 7 settembre, dopo sedici gare.

## Il calendario
Il 27 settembre 2023 è stato annunciato il calendario provvisorio per il 2024 con 22 gare in programma, record per il Motomondiale, con l'aggiunta del Gran Premio del Kazakistan (annullato nel 2023) ed il ritorno del Gran Premio d'Aragona, dopo un anno di assenza. Il Gran Premio del Qatar al Circuito di Lusail tornerà a vestire il ruolo di appuntamento d'apertura, il 10 marzo, mentre la gara di chiusura si sarebbe dovuta tenere al Circuito di Valencia per il Gran Premio della Comunità Valenciana.
Il 10 ottobre successivo, viene comunicato anche il calendario provvisorio della MotoE nel 2024 con otto round e sedici gare, con tappa iniziale e new entry il Gran Premio del Portogallo all'Autódromo Internacional do Algarve, il 23 marzo, e tappa conclusiva al Misano World Circuit Marco Simoncelli per il Gran Premio di San Marino e della Riviera di Rimini l'8 settembre.
Il 31 gennaio 2024 viene confermata la cancellazione del Gran Premio d'Argentina, a causa dei problemi economici che affliggono lo Stato ed i pesanti tagli sui fondi di vari temi, tra cui anche lo sport, posti dal nuovo presidente Javier Milei. Il Gran Premio non sarà sostituito, riducendo così a 21 le gare del calendario.
Il 3 maggio 2024, viene annunciato che il Gran Premio del Kazakistan sarebbe stato posticipato a data da destinarsi a causa delle inondazioni che hanno colpito il Paese, messo sotto emergenza nazionale. Il 29 maggio seguente, viene comunicato che il Gran Premio d'India verrà rimandato al 2025, con il Gran Premio del Kazakistan che viene inserito come suo sostituto nelle stesse date. Il 15 luglio successivo, viene annunciata la cancellazione del Gran Premio del Kazakistan che verrà rimpiazzato dal Gran Premio dell'Emilia-Romagna nelle stesse date.
Il 1º novembre 2024, viene comunicato l'annullamento del Gran Premio della Comunità Valenciana, ultimo appuntamento dell'anno, a seguito delle devastanti inondazioni (Gota fría) che hanno colpito la città di Valencia e la Comunità Valenciana, causando centinaia di morti e centoventimila sfollati, con gravi danni anche al Circuito di Valencia. Il 5 novembre successivo, viene annunciato il Circuito di Barcellona-Catalogna ed il Gran Premio della Solidarietà come sostituto per il ventesimo ed ultimo Gran Premio stagionale.
| Gara | Data                     | Nome ufficiale del Gran Premio                               | Circuito             | Vincitori MotoGP  | Vincitori MotoGP  | Vincitore Moto2  | Vincitore Moto3    | Vincitori MotoE   | Vincitori MotoE    | Resoconto |
| Gara | Data                     | Nome ufficiale del Gran Premio                               | Circuito             | Sprint            | Gara              | Vincitore Moto2  | Vincitore Moto3    | Gara 1            | Gara 2             | Resoconto |
| ---- | ------------------------ | ------------------------------------------------------------ | -------------------- | ----------------- | ----------------- | ---------------- | ------------------ | ----------------- | ------------------ | --------- |
| 1    | 9 e 10 marzo             | Qatar Airways Grand Prix of Qatar                            | Lusail               | Jorge Martín      | Francesco Bagnaia | Alonso López     | David Alonso       | -                 | -                  | Resoconto |
| 2    | 23 e 24 marzo            | Grande Prémio Tissot de Portugal                             | Portimão             | Maverick Viñales  | Jorge Martín      | Arón Canet       | Daniel Holgado     | Nicholas Spinelli | Mattia Casadei     | Resoconto |
| 3    | 13 e 14 aprile           | Red Bull Grand Prix of The Americas                          | Americhe             | Maverick Viñales  | Maverick Viñales  | Sergio García    | David Alonso       | -                 | -                  | Resoconto |
| 4    | 27 e 28 aprile           | Gran Premio Estrella Galicia 0,0 de España                   | Jerez de la Frontera | Jorge Martín      | Francesco Bagnaia | Fermín Aldeguer  | Collin Veijer      | -                 | -                  | Resoconto |
| 5    | 11 e 12 maggio           | Michelin® Grand Prix de France                               | Le Mans              | Jorge Martín      | Jorge Martín      | Sergio García    | David Alonso       | Nicholas Spinelli | Nicholas Spinelli  | Resoconto |
| 6    | 25 e 26 maggio           | Gran Premi Monster Energy de Catalunya                       | Catalogna            | Aleix Espargaró   | Francesco Bagnaia | Ai Ogura         | David Alonso       | Óscar Gutiérrez   | Kevin Zannoni      | Resoconto |
| 7    | 1º e 2 giugno            | Gran Premio d'Italia Brembo                                  | Mugello              | Francesco Bagnaia | Francesco Bagnaia | Joe Roberts      | David Alonso       | Mattia Casadei    | Kevin Zannoni      | Resoconto |
| 8    | 29 e 30 giugno           | Motul TT Assen                                               | Assen                | Francesco Bagnaia | Francesco Bagnaia | Ai Ogura         | Iván Ortolá        | Héctor Garzó      | Alessandro Zaccone | Resoconto |
| 9    | 6 e 7 luglio             | Liqui Moly Motorrad Grand Prix Deutschland                   | Sachsenring          | Jorge Martín      | Francesco Bagnaia | Fermín Aldeguer  | David Alonso       | Héctor Garzó      | Héctor Garzó       | Resoconto |
| 10   | 3 e 4 agosto             | Monster Energy British Grand Prix                            | Silverstone          | Enea Bastianini   | Enea Bastianini   | Jake Dixon       | Iván Ortolá        | -                 | -                  | Resoconto |
| 11   | 17 e 18 agosto           | Motorrad Grand Prix von Österreich                           | Red Bull Ring        | Francesco Bagnaia | Francesco Bagnaia | Celestino Vietti | David Alonso       | Óscar Gutiérrez   | Héctor Garzó       | Resoconto |
| 12   | 31 agosto e 1º settembre | Gran Premio GoPro de Aragón                                  | Aragón               | Marc Márquez      | Marc Márquez      | Jake Dixon       | José Antonio Rueda | -                 | -                  | Resoconto |
| 13   | 7 e 8 settembre          | Gran Premio Red Bull di San Marino e della Riviera di Rimini | Misano               | Jorge Martín      | Marc Márquez      | Ai Ogura         | Ángel Piqueras     | Mattia Casadei    | Óscar Gutiérrez    | Resoconto |
| 14   | 21 e 22 settembre        | Gran Premio Pramac dell'Emilia-Romagna                       | Misano               | Francesco Bagnaia | Enea Bastianini   | Celestino Vietti | David Alonso       | -                 | -                  | Resoconto |
| 15   | 28 e 29 settembre        | Pertamina Grand Prix of Indonesia                            | Mandalika            | Francesco Bagnaia | Jorge Martín      | Arón Canet       | David Alonso       | -                 | -                  | Resoconto |
| 16   | 5 e 6 ottobre            | Motul Grand Prix of Japan                                    | Motegi               | Francesco Bagnaia | Francesco Bagnaia | Manuel González  | David Alonso       | -                 | -                  | Resoconto |
| 17   | 19 e 20 ottobre          | Qatar Airways Australian Motorcycle Grand Prix               | Phillip Island       | Jorge Martín      | Marc Márquez      | Fermín Aldeguer  | David Alonso       | -                 | -                  | Resoconto |
| 18   | 26 e 27 ottobre          | PT Thailand Grand Prix                                       | Buriram              | Enea Bastianini   | Francesco Bagnaia | Arón Canet       | David Alonso       | -                 | -                  | Resoconto |
| 19   | 2 e 3 novembre           | PETRONAS Grand Prix of Malaysia                              | Sepang               | Jorge Martín      | Francesco Bagnaia | Celestino Vietti | David Alonso       | -                 | -                  | Resoconto |
| 20   | 16 e 17 novembre         | Motul Solidarity Grand Prix of Barcelona                     | Catalogna            | Francesco Bagnaia | Francesco Bagnaia | Arón Canet       | David Alonso       | -                 | -                  | Resoconto |

### Gran Premi annullati
| Nome ufficiale del Gran Premio               | Circuito                      | Sede                |
| -------------------------------------------- | ----------------------------- | ------------------- |
| Gran Premio de la República Argentina        | Termas de Río Hondo           | Termas de Río Hondo |
| Grand Prix of India                          | Buddh International Circuit   | Greater Noida       |
| Grand Prix of Kazakhstan                     | Sokol International Racetrack | Almaty              |
| Gran Premio Motul de la Comunitat Valenciana | Circuito di Valencia          | Valencia            |

### Test
Due giorni dopo il Gran Premio della Comunità Valenciana del 26 novembre, la MotoGP ha effettuato il suo primo test per la stagione 2024 nella giornata di mercoledì 28 novembre, sempre al Circuito di Valencia. Dal 1° al 3 febbraio si sono svolti i test Shakedown al Circuito di Sepang, nei quali corrono solamente i piloti collaudatori, i Rookie nuovi alla categoria ed i piloti ufficiali dei team che rientrano nella Fascia D della nuove concessioni introdotte lo scorso novembre. Dal 6 all'8 febbraio si sono poi svolti i test ufficiali di Sepang. Il 19 ed il 20 febbraio sono state disputate, inoltre, due giornate di test al Circuito di Lusail, sede del primo appuntamento stagionale.
Per la Moto2 e la Moto3, i test ufficiali si svolgeranno dal 28 febbraio al 1º marzo in terra spagnola, sul Circuito di Jerez de la Frontera.
| Circuito | Data        | Pilota più veloce  | Team                | Tempo    | Giri  | Team e Piloti |
| Moto2    | Moto2       | Moto2              | Moto2               | Moto2    | Moto2 | Moto2         |
| -------- | ----------- | ------------------ | ------------------- | -------- | ----- | ------------- |
| Jerez    | 28 febbraio | Arón Canet         | Fantic Racing       | 1'41"136 | 49    | Partecipanti  |
| Jerez    | 29 febbraio | Arón Canet         | Fantic Racing       | 1'40"704 | 37    | Partecipanti  |
| Jerez    | 1º marzo    | Fermín Aldeguer    | SpeedUp Racing      | 1'40"307 | 46    | Partecipanti  |
| Moto3    |             |                    |                     |          |       |               |
| Jerez    | 28 febbraio | David Alonso       | CFMoto Aspar Racing | 1'44"356 | 31    | Partecipanti  |
| Jerez    | 29 febbraio | David Alonso       | CFMoto Aspar Racing | 1'43"315 | 37    | Partecipanti  |
| Jerez    | 1º marzo    | José Antonio Rueda | Red Bull KTM Ajo    | 1'43"276 | 41    | Partecipanti  |

Per la MotoE, sono state effettuate tre giornate di test, dal 21 al 23 febbraio, all'Autódromo Internacional do Algarve.
| MotoE    | MotoE       | MotoE             | MotoE              | MotoE    | MotoE | MotoE         |
| Circuito | Data        | Pilota più veloce | Team               | Tempo    | Giri  | Team e Piloti |
| -------- | ----------- | ----------------- | ------------------ | -------- | ----- | ------------- |
| Portimao | 21 febbraio | Nicholas Spinelli | Tech3 E-Racing     | 1'47"632 | 31    | Partecipanti  |
| Portimao | 22 febbraio | Héctor Garzó      | Dynavolt Intact GP | 1'46"916 | 14    | Partecipanti  |
| Portimao | 23 febbraio | Mattia Casadei    | LCR E-Team         | 1'47"231 | 23    | Partecipanti  |

## Sistema di punteggio e legenda
Viene confermato il sistema di punteggio adottato nel 2023, con le gare sprint della MotoGP (che si svolgono il sabato sulla metà dei giri previsti per la gara della domenica) che attribuiscono il seguente punteggio:
| Pos.  | 1  | 2 | 3 | 4 | 5 | 6 | 7 | 8 | 9 | 10 > |
| ----- | -- | - | - | - | - | - | - | - | - | ---- |
| Punti | 12 | 9 | 7 | 6 | 5 | 4 | 3 | 2 | 1 | 0    |

Nelle altre gare viene attribuito il seguente punteggio:
| Pos.  | 1  | 2  | 3  | 4  | 5  | 6  | 7 | 8 | 9 | 10 | 11 | 12 | 13 | 14 | 15 | 16 > |
| ----- | -- | -- | -- | -- | -- | -- | - | - | - | -- | -- | -- | -- | -- | -- | ---- |
| Punti | 25 | 20 | 16 | 13 | 11 | 10 | 9 | 8 | 7 | 6  | 5  | 4  | 3  | 2  | 1  | 0    |

## Le classi

### MotoGP
Rispetto all'edizione precedente, mantengono gli stessi piloti sia il team ufficiale Ducati che quelli di Aprilia e KTM. Cambiano invece un pilota Yamaha (che sostituisce Franco Morbidelli passato in Pramac Racing con lo spagnolo Álex Rins) e Honda (viene ingaggiato Luca Marini al posto di Marc Márquez, messo sotto contratto da Gresini Racing). Il numero di squadre partecipanti rimane invariato con l'ingresso della statunitense Trackhouse Racing in sostituzione di RNF Racing con due RS-GP affidate agli stessi piloti del 2023.

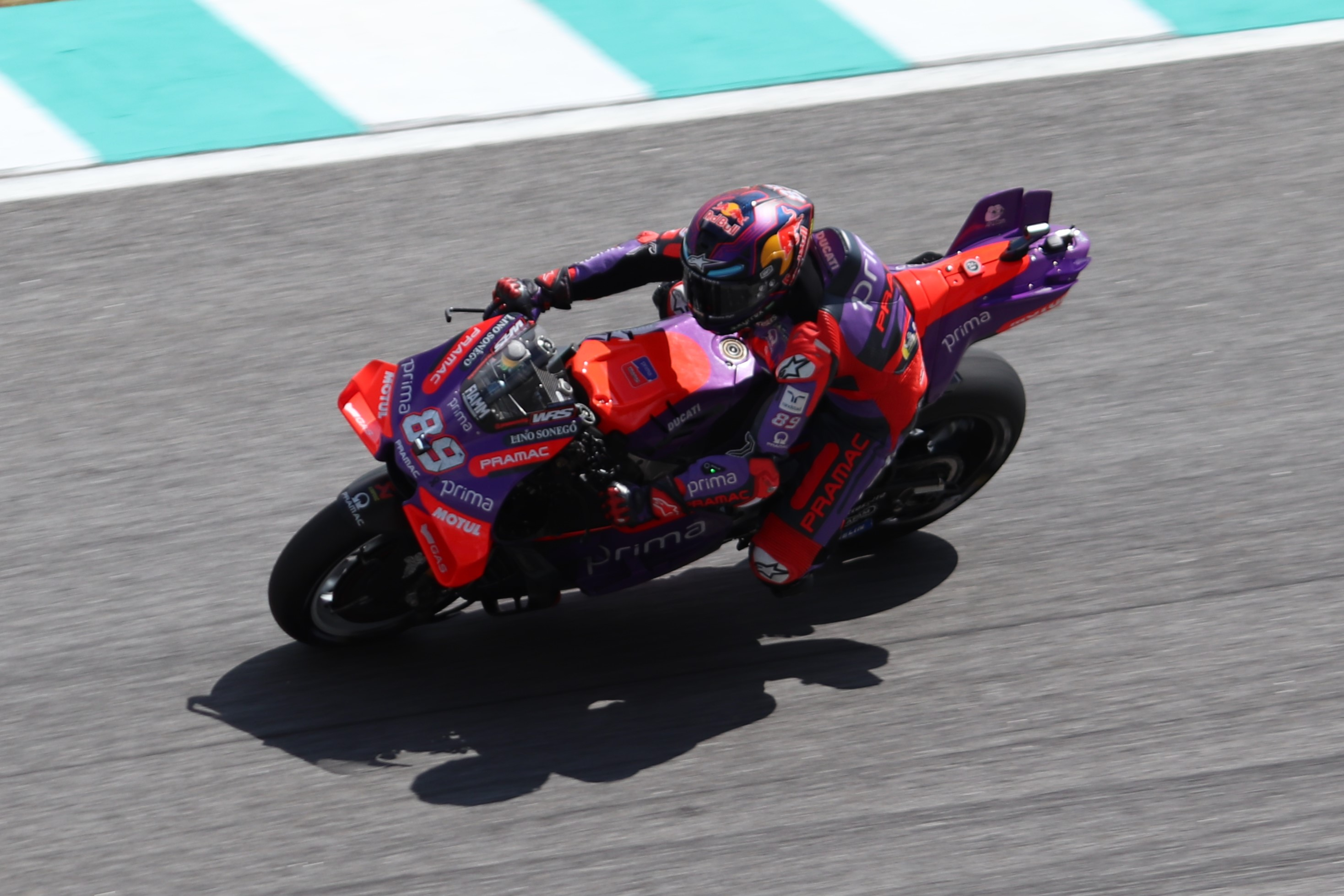
Jorge Martín, campione della classe MotoGP su Ducati Desmosedici.

I prototipi di Borgo Panigale si dimostrano ancora una volta il punto di riferimento della categoria, andando addirittura a migliorare le prestazioni rispetto al 2023: più punti nella classifica costruttori, diciannove gare vinte su venti (l'unico successo per un'altra casa lo ottiene Maverick Viñales al Gran Premio delle Americhe con Aprilia) e diciassette primi posti nelle Sprint (nelle restanti tre riesce comunque a piazzare un pilota in seconda posizione).
Ne consegue che la lotta per il titolo piloti diviene ben presto una contesa ristretta ai soli piloti Ducati; nella fattispecie il campione in carica Francesco Bagnaia e Jorge Martín. I due si scambiano più volte il primato della classifica nel corso del campionato laddove, tra alterni e saltuari errori, si trovano comunque sempre a lottare per le primissime posizioni. Si arriva quindi all'evento conclusivo del Montmeló per stabilire il campione 2024. Pur imponendosi, in questo frangente, sia nella sprint che nella gara, Bagnaia si deve accontentare del secondo posto a soli dieci punti dallo spagnolo. Martín, in questa stagione, costruisce il proprio successo nelle sprint, nelle quali chiude tra i primi tre diciotto volte su venti, sebbene vinca solo tre Gran Premi. Si tratta della prima affermazione, dalla nascita della MotoGP nel 2002, di un pilota in forza ad un team indipendente (l'ultimo precedente risale alla Classe 500 con Valentino Rossi).
Stante il successo con ampio anticipo di Ducati nella classifica costruttori (il quinto consecutivo dal 2020), le altre case si piazzano tutte nelle stesse identiche posizioni dell'edizione precedente: KTM seconda senza successi, Aprilia terza e unica altra casa vincente (di un Gran Premio e tre Sprint) con Yamaha quarta a precedere Honda. Fra i piloti non in corsa per le posizioni di vertice merita una menzione Brad Binder, di KTM Factory Racing che, classificandosi quinto in campionato risulta essere per il secondo anno consecutivo il migliore tra i piloti a non disporre di una Desmosedici. La classifica a squadre sorride all'Italia che occupa le prime cinque posizioni, con Ducati Factory capofila seguita dalle sue tre squadre clienti e da Aprilia Racing.

#### Classifica piloti (prime 5 posizioni)
| Pos. | Pilota            | Moto   |    |      |      |      |   |     |     |    |      |      |    |      |     |      |      |    |    |     |     |    | P.ti |
| ---- | ----------------- | ------ | -- | ---- | ---- | ---- | - | --- | --- | -- | ---- | ---- | -- | ---- | --- | ---- | ---- | -- | -- | --- | --- | -- | ---- |
| 1    | Jorge Martín      | Ducati | 31 | 13   | 43   | Rit1 | 1 | 24  | 3   | 2  | Rit1 | 2    | 2  | 2    | 151 | 2    | 1    | 24 | 21 | 2   | 21  | 3  | 508  |
| 2    | Francesco Bagnaia | Ducati | 14 | Rit4 | 58   | 1    | 3 | 1   | 1   | 1  | 13   | 3    | 1  | Rit9 | 2   | Rit1 | 31   | 1  | 34 | 13  | 1   | 1  | 498  |
| 3    | Marc Márquez      | Ducati | 45 | 162  | Rit2 | 26   | 2 | 32  | 42  | 10 | 26   | 4    | 4  | 1    | 15  | 34   | Rit3 | 3  | 12 | 114 | 122 | 27 | 392  |
| 4    | Enea Bastianini   | Ducati | 56 | 26   | 36   | 5    | 4 | 185 | 2   | 34 | 4    | 1    | 34 | 57   | 34  | 13   | Rit2 | 42 | 53 | 141 | 3   | 72 | 386  |
| 5    | Brad Binder       | KTM    | 2  | 4    | 9    | 6    | 8 | 8   | 106 | 6  | 98   | Rit4 | 57 | 46   | 47  | 196  | 8    | 6  | 7  | 69  | NP7 | 69 | 217  |
| Pos. | Pilota            | Moto   |    |      |      |      |   |     |     |    |      |      |    |      |     |      |      |    |    |     |     |    | P.ti |

| Legenda                                                                        | 1º posto        | 2º posto        | 3º posto | A punti      | Senza punti        | Grassetto=Pole position Corsivo=Giro più veloce |
| Legenda                                                                        | Gara non valida | Non qualificato | Ritirato | Squalificato | "-" Dato non disp. | Grassetto=Pole position Corsivo=Giro più veloce |
| Fonte dei dati: motogp.com, racingmemo.free.fr, autosport.com, jumpingjack.nl. |                 |                 |          |              |                    |                                                 |

#### Classifica costruttori (prime tre posizioni)
| Pos. | Costruttore | Motocicletta |    |    |    |    |    |    |    |    |    |    |    |     |    |     |    |    |    |    |    |    | P.ti |
| ---- | ----------- | ------------ | -- | -- | -- | -- | -- | -- | -- | -- | -- | -- | -- | --- | -- | --- | -- | -- | -- | -- | -- | -- | ---- |
| 1    | Ducati      | Desmosedici  | 1  | 12 | 32 | 1  | 1  | 12 | 1  | 1  | 1  | 1  | 1  | 1   | 1  | 1   | 1  | 1  | 1  | 1  | 1  | 1  | 722  |
| 2    | KTM         | RC16         | 2  | 35 | 24 | 62 | 86 | 83 | 53 | 6  | 78 | 94 | 5  | 3   | 46 | 165 | 26 | 68 | 79 | 39 | 57 | 69 | 327  |
| 3    | Aprilia     | RS-GP        | 83 | 81 | 1  | 8  | 53 | 41 | 85 | 53 | 62 | 63 | 73 | 115 | 11 | 6   | 67 | 9  | 86 | 7  | 7  | 54 | 302  |
| Pos. | Costruttore | Motocicletta |    |    |    |    |    |    |    |    |    |    |    |     |    |     |    |    |    |    |    |    | P.ti |

| Legenda                                                                        | 1º posto        | 2º posto        | 3º posto | A punti      | Senza punti        | Grassetto=Pole position Corsivo=Giro più veloce |
| Legenda                                                                        | Gara non valida | Non qualificato | Ritirato | Squalificato | "-" Dato non disp. | Grassetto=Pole position Corsivo=Giro più veloce |
| Fonte dei dati: motogp.com, racingmemo.free.fr, autosport.com, jumpingjack.nl. |                 |                 |          |              |                    |                                                 |

#### Classifica squadre (prime tre posizioni)
| Pos. | Squadra        | Piloti            |    |      |      |      |    |     |    |    |      |    |    |      |      |      |      |      |    |      |     |    | P.ti |
| ---- | -------------- | ----------------- | -- | ---- | ---- | ---- | -- | --- | -- | -- | ---- | -- | -- | ---- | ---- | ---- | ---- | ---- | -- | ---- | --- | -- | ---- |
| 1    | Ducati Corse   | Francesco Bagnaia | 14 | Rit4 | 58   | 1    | 3  | 1   | 1  | 1  | 13   | 3  | 1  | Rit9 | 2    | Rit1 | 31   | 1    | 34 | 13   | 1   | 1  | 884  |
| 1    | Ducati Corse   | Enea Bastianini   | 56 | 26   | 36   | 5    | 4  | 185 | 2  | 34 | 4    | 1  | 34 | 57   | 34   | 13   | Rit2 | 42   | 53 | 141  | 3   | 72 | 884  |
| 2    | Pramac Racing  | Jorge Martín      | 31 | 13   | 43   | Rit1 | 1  | 24  | 3  | 2  | Rit1 | 2  | 2  | 2    | 151  | 2    | 1    | 24   | 21 | 2    | 21  | 3  | 681  |
| 2    | Pramac Racing  | Franco Morbidelli | 18 | 18   | Rit  | Rit4 | 7  | Rit | 64 | 9  | 5    | 10 | 86 | 6    | Rit3 | 59   | 45   | 5    | 65 | Rit6 | 146 | 86 | 681  |
| 3    | Gresini Racing | Álex Márquez      | 67 | Rit  | 15   | 4    | 10 | 7   | 9  | 8  | 39   | 76 | 10 | Rit4 | 6    | 9    | Rit  | Rit7 | 15 | 105  | 4   | 45 | 565  |
| 3    | Gresini Racing | Marc Márquez      | 45 | 162  | Rit2 | 26   | 2  | 32  | 42 | 4  | 26   | 4  | 4  | 1    | 15   | 34   | Rit3 | 3    | 12 | 114  | 122 | 27 | 565  |
| Pos. | Squadra        | Piloti            |    |      |      |      |    |     |    |    |      |    |    |      |      |      |      |      |    |      |     |    | P.ti |

| Legenda                                                                        | 1º posto        | 2º posto        | 3º posto | A punti      | Senza punti        | Grassetto=Pole position Corsivo=Giro più veloce |
| Legenda                                                                        | Gara non valida | Non qualificato | Ritirato | Squalificato | "-" Dato non disp. | Grassetto=Pole position Corsivo=Giro più veloce |
| Fonte dei dati: motogp.com, racingmemo.free.fr, autosport.com, jumpingjack.nl. |                 |                 |          |              |                    |                                                 |

### Moto2

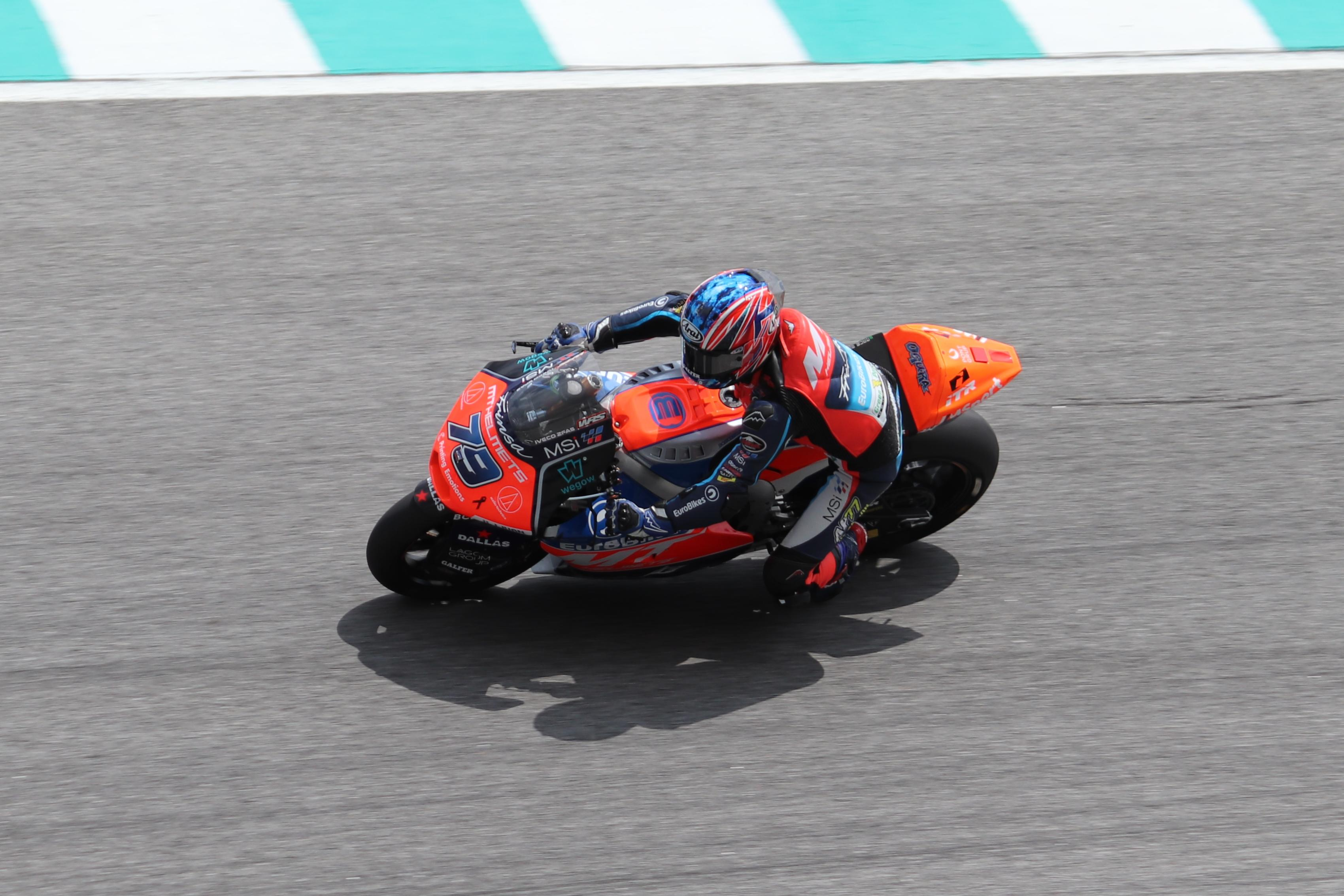
Ai Ogura, campione della classe Moto2 su Boscoscuro.

L'edizione 2024 del mondiale Moto2 si apre con un'importante novità: così come per la Moto3, lo storico e fin qui unico fornitore di pneumatici Dunlop, lascia il posto a Pirelli. In virtù anche di questo cambiamento, variano le forze in campo: laddove fino alle annate precedenti si poteva definire quasi un monomarca Kalex, in questa edizione emergono le Boscoscuro come serie pretendenti alla vittoria in ogni singolo Gran Premio.
La stagione è caratterizza dunque dal grande equilibrio, con ben diciotto diversi piloti a podio, tra cui nove in grado di vincere almeno una gara. Fino al Gran Premio di Assen la vetta della classifica viene occupata saldamente da Sergio García, con un cinque piazzamenti a podio in otto gare, tra cui due vittorie. Lo spagnolo non riuscirà a mantenersi su questi livelli nella seconda parte del campionato laddove emerge il suo compagno di squadra Ai Ogura, decisamente più costante. Il giapponese, che manca la zona punti solo in Malesia a causa di un guasto meccanico alla sua B-24, conquista il titolo mondiale in Thailandia: con due gare d'anticipo sulla fine della manifestazione. Torna quindi a vincere il mondiale un pilota del paese del sol levante, a quindici anni di distanza da Hiroshi Aoyama ed è anche la prima affermazione in assoluto per un costruttore italiano in Moto2. Kalex, dopo aver recuperato competitività nel corso dell'estate, riesce comunque a conquistare il titolo costruttori con undici successi su venti gare. Per quanto concerne la classifica a squadre, le prestazioni di García e Ogura assommate, portano MT Helmets MSi - squadra esordiente - al primo posto; davanti al team ufficiale Speed Up.
Tra i piloti italiani impegnati nella classe intermedia, le prestazioni migliori arrivano da Tony Arbolino, autore di tre piazzamenti a podio consecutivi, e Celestino Vietti che, pur dovendo saltare alcune prove per infortunio, è stato in grado di vincere in tre occasioni.

#### Classifica piloti (prime 5 posizioni)
| Pos. | Pilota          | Moto       |    |   |    |     |    |     |     |     |     |    |     |     |    |     |     |    |   |     |     |   | P.ti |
| ---- | --------------- | ---------- | -- | - | -- | --- | -- | --- | --- | --- | --- | -- | --- | --- | -- | --- | --- | -- | - | --- | --- | - | ---- |
| 1    | Ai Ogura        | Boscoscuro | 4  | 5 | 7  | 6   | 2  | 1   | 5   | 1   | 3   | 14 | Inf | 8   | 1  | 4   | 2   | 2  | 4 | 2   | Rit | 4 | 274  |
| 2    | Arón Canet      | Kalex      | 10 | 1 | 9  | Inf | 6  | Rit | 6   | Rit | Rit | 2  | 4   | Rit | 2  | 2   | 1   | 16 | 2 | 1   | 8   | 1 | 234  |
| 3    | Manuel González | Kalex      | 5  | 3 | 13 | 3   | 24 | 22  | 2   | 9   | 12  | 5  | 13  | 5   | 4  | 11  | 8   | 1  | 6 | 9   | 11  | 2 | 195  |
| 4    | Sergio García   | Boscoscuro | 3  | 6 | 1  | 4   | 1  | 2   | 4   | 3   | 7   | 4  | 14  | Rit | 12 | Rit | Rit | 14 | 9 | 12  | 14  | 6 | 191  |
| 5    | Fermín Aldeguer | Boscoscuro | 16 | 4 | 3  | 1   | 7  | Rit | Rit | 2   | 1   | 12 | 20  | Rit | 6  | 5   | 4   | 12 | 1 | Rit | Inf | 9 | 182  |
| Pos. | Pilota          | Moto       |    |   |    |     |    |     |     |     |     |    |     |     |    |     |     |    |   |     |     |   | P.ti |

| Legenda                                                                        | 1º posto        | 2º posto        | 3º posto | A punti      | Senza punti        | Grassetto=Pole position Corsivo=Giro più veloce |
| Legenda                                                                        | Gara non valida | Non qualificato | Ritirato | Squalificato | "-" Dato non disp. | Grassetto=Pole position Corsivo=Giro più veloce |
| Fonte dei dati: motogp.com, racingmemo.free.fr, autosport.com, jumpingjack.nl. |                 |                 |          |              |                    |                                                 |

#### Classifica costruttori
| Pos. | Costruttore | Motocicletta |    |    |    |    |    |    |    |    |    |    |    |    |    |    |    |   |    |    |    |    | P.ti |
| ---- | ----------- | ------------ | -- | -- | -- | -- | -- | -- | -- | -- | -- | -- | -- | -- | -- | -- | -- | - | -- | -- | -- | -- | ---- |
| 1    | Kalex       | Moto2        | 2  | 1  | 2  | 2  | 4  | 3  | 1  | 4  | 2  | 1  | 1  | 1  | 2  | 1  | 1  | 1 | 2  | 1  | 1  | 1  | 437  |
| 2    | Boscoscuro  | B-24         | 1  | 4  | 1  | 1  | 1  | 1  | 3  | 1  | 1  | 4  | 2  | 4  | 1  | 4  | 2  | 2 | 1  | 2  | 13 | 4  | 386  |
| 3    | Forward     | F2           | 26 | 24 | 24 | 18 | 20 | 10 | 24 | 21 | 22 | 18 | 25 | 23 | 26 | 22 | 20 | 6 | 17 | 21 | 20 | 19 | 16   |
| Pos. | Costruttore | Motocicletta |    |    |    |    |    |    |    |    |    |    |    |    |    |    |    |   |    |    |    |    | P.ti |

| Legenda                                                                        | 1º posto        | 2º posto        | 3º posto | A punti      | Senza punti        | Grassetto=Pole position Corsivo=Giro più veloce |
| Legenda                                                                        | Gara non valida | Non qualificato | Ritirato | Squalificato | "-" Dato non disp. | Grassetto=Pole position Corsivo=Giro più veloce |
| Fonte dei dati: motogp.com, racingmemo.free.fr, autosport.com, jumpingjack.nl. |                 |                 |          |              |                    |                                                 |

#### Classifica squadre (prime tre posizioni)
| Pos. | Squadra                       | Piloti          |    |    |   |     |    |     |     |    |    |     |     |     |    |     |     |    |     |     |     |     | P.ti |
| ---- | ----------------------------- | --------------- | -- | -- | - | --- | -- | --- | --- | -- | -- | --- | --- | --- | -- | --- | --- | -- | --- | --- | --- | --- | ---- |
| 1    | MT Helmets - MSi              | Sergio García   | 3  | 6  | 1 | 4   | 1  | 2   | 4   | 3  | 7  | 4   | 14  | Rit | 12 | Rit | Rit | 14 | 9   | 12  | 14  | 6   | 465  |
| 1    | MT Helmets - MSi              | Ai Ogura        | 4  | 5  | 7 | 6   | 2  | 1   | 5   | 1  | 3  | 14  | Inf | 8   | 1  | 4   | 2   | 2  | 4   | 2   | Rit | 4   | 465  |
| 2    | Speed Up                      | Alonso López    | 1  | 25 | 4 | Rit | 3  | 7   | 3   | 8  | 10 | 9   | 2   | 4   | 29 | 9   | 3   | 9  | Rit | 11  | 13  | 8   | 361  |
| 2    | Speed Up                      | Fermín Aldeguer | 16 | 4  | 3 | 1   | 7  | Rit | Rit | 2  | 1  | 12  | 20  | Rit | 6  | 5   | 4   | 12 | 1   | Rit | Inf | 9   | 361  |
| 2    | Speed Up                      | Alberto Surra   |    |    |   |     |    |     |     |    |    |     |     |     |    |     |     |    |     |     | Rit |     | 361  |
| 3    | OnlyFans American Racing Team | Jorge Navarro   |    |    |   |     |    |     |     |    |    |     |     |     |    |     |     |    |     | 15  | 2   | Rit | 290  |
| 3    | OnlyFans American Racing Team | Joe Roberts     | 7  | 2  | 2 | 2   | 4  | 8   | 1   | NP | 8  | Rit | 9   | Rit | 13 | 6   | 6   | 27 | Inf | Inf | Inf | Inf | 290  |
| 3    | OnlyFans American Racing Team | Marcos Ramírez  | 6  | 9  | 5 | Rit | 15 | SQ  | 10  | 7  | 18 | 15  | 6   | 7   | 15 | 8   | 10  | 19 | 10  | 3   | 6   | 11  | 290  |
| Pos. | Squadra                       | Piloti          |    |    |   |     |    |     |     |    |    |     |     |     |    |     |     |    |     |     |     |     | P.ti |

| Legenda                                                                        | 1º posto        | 2º posto        | 3º posto | A punti      | Senza punti        | Grassetto=Pole position Corsivo=Giro più veloce |
| Legenda                                                                        | Gara non valida | Non qualificato | Ritirato | Squalificato | "-" Dato non disp. | Grassetto=Pole position Corsivo=Giro più veloce |
| Fonte dei dati: motogp.com, racingmemo.free.fr, autosport.com, jumpingjack.nl. |                 |                 |          |              |                    |                                                 |

### Moto3

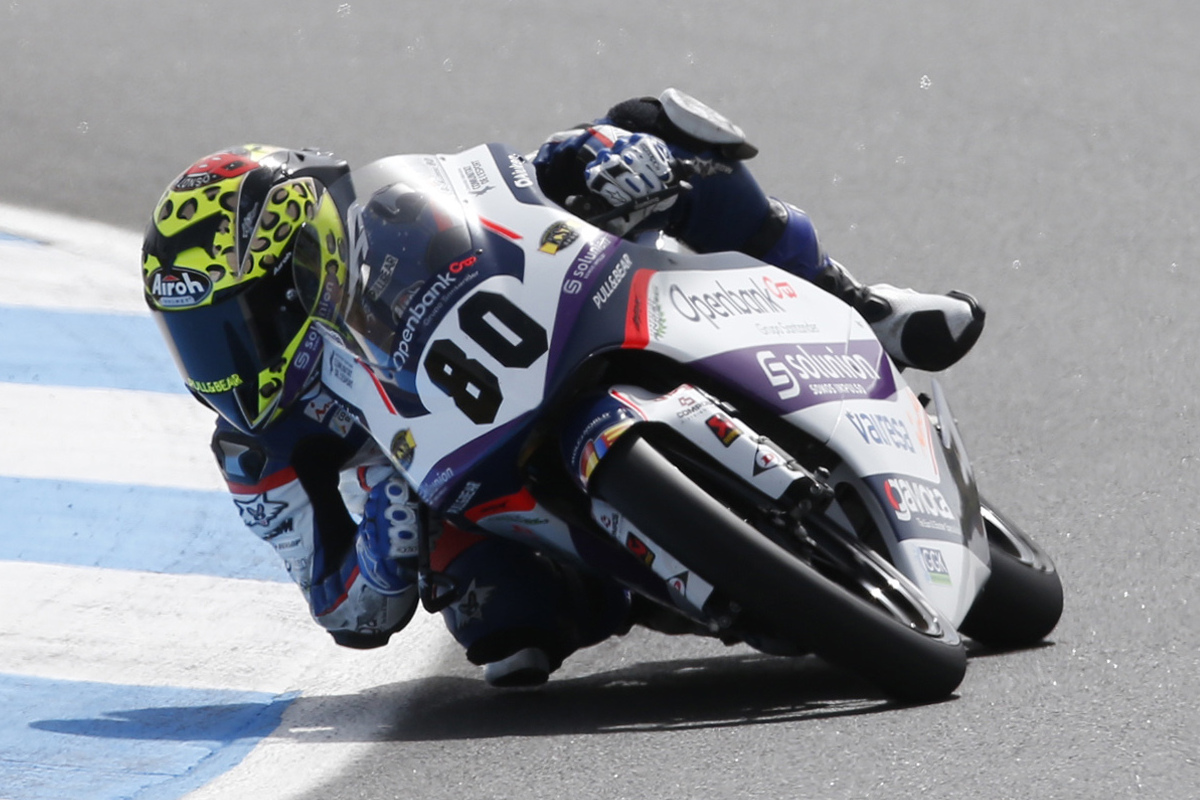
David Alonso, qui immortalato ai tempi della European Talent Cup, domina il campionato andando a punti in tutte le gare e vincendone quattordici su venti.

Quella del 2024 è la tredicesima edizione del campionato mondiale di Moto3. Come nell'annata precedente, a livello di partecipazione, vi è una proporzione uno a due tra le Honda NSF250R e il prototipo di KTM, messo in pista con i vari marchi del gruppo. La motocicletta austriaca si dimostra nettamente più competitiva di quella giapponese che si impone nel solo Gran Premio di Misano con l'esordiente Ángel Piqueras. In questo frangente KTM pareggia l'edizione 2017 nella quale fu Honda ad imporsi in tutte le gare tranne una: il Gran Premio d'Italia vinto da Andrea Migno.
La contesa per il titolo piloti dura ben poco: nessuno riesce a tenere il ritmo del colombiano David Alonso che si laurea campione a Motegi, a quattro gare dal termine della stagione. Alonso prosegue la sua serie vincente anche dopo il titolo portando Aspar al primo posto nella classifica a squadre oltre al titolo costruttori per CFMoto: prima affermazione iridata per una casa motociclistica cinese nel motomondiale.
Piazza d'onore per lo spagnolo Daniel Holgado che, grazie alla costanza dei risultati, contiene i danni classificandosi secondo con un margine di quattordici punti sull'olandese Collin Veijer. Tutti e tre questi piloti lasciano la categoria approdando in Moto2 nel 2025.
Tra gli italiani emerge Luca Lunetta, alla prima stagione completa nel mondiale, che si classifica dodicesimo e sale per due volte sul podio.

#### Classifica piloti (prime 5 posizioni)
| Pos. | Pilota         | Moto      |    |   |     |    |     |   |    |    |    |    |   |    |     |     |     |    |     |    |     |    | P.ti |
| ---- | -------------- | --------- | -- | - | --- | -- | --- | - | -- | -- | -- | -- | - | -- | --- | --- | --- | -- | --- | -- | --- | -- | ---- |
| 1    | David Alonso   | CFMoto    | 1  | 4 | 1   | 11 | 1   | 1 | 1  | 5  | 1  | 2  | 1 | 4  | 7   | 1   | 1   | 1  | 1   | 1  | 1   | 1  | 421  |
| 2    | Daniel Holgado | Gas Gas   | 2  | 1 | 2   | 7  | 2   | 6 | 14 | 11 | 7  | 4  | 3 | 9  | 2   | 4   | 6   | 4  | 2   | 12 | Rit | 2  | 256  |
| 3    | Collin Veijer  | Husqvarna | 5  | 6 | Rit | 1  | 3   | 4 | 2  | 2  | 18 | 3  | 5 | 2  | 5   | 3   | Rit | 2  | 18  | 3  | 5   | 10 | 242  |
| 4    | Iván Ortolá    | KTM       | 9  | 3 | Rit | 3  | 5   | 2 | 6  | 1  | 3  | 1  | 9 | 12 | 3   | 5   | 9   | 16 | Rit | 4  | 4   | 9  | 224  |
| 5    | David Muñoz    | KTM       | 16 | 9 | 5   | 2  | Rit | 5 | 5  | 3  | 8  | 12 | 2 | 7  | Rit | Rit | 3   | 8  | 5   | 6  | 17  | 6  | 172  |
| Pos. | Pilota         | Moto      |    |   |     |    |     |   |    |    |    |    |   |    |     |     |     |    |     |    |     |    | P.ti |

| Legenda                                                                        | 1º posto        | 2º posto        | 3º posto | A punti      | Senza punti        | Grassetto=Pole position Corsivo=Giro più veloce |
| Legenda                                                                        | Gara non valida | Non qualificato | Ritirato | Squalificato | "-" Dato non disp. | Grassetto=Pole position Corsivo=Giro più veloce |
| Fonte dei dati: motogp.com, racingmemo.free.fr, autosport.com, jumpingjack.nl. |                 |                 |          |              |                    |                                                 |

#### Classifica costruttori (prime tre posizioni)
| Pos. | Costruttore | Motocicletta |   |    |   |    |   |   |   |   |   |   |   |   |   |   |   |   |   |   |   |   | P.ti |
| ---- | ----------- | ------------ | - | -- | - | -- | - | - | - | - | - | - | - | - | - | - | - | - | - | - | - | - | ---- |
| 1    | CFMoto      | Moto3        | 1 | 4  | 1 | 11 | 1 | 1 | 1 | 5 | 1 | 2 | 1 | 4 | 7 | 1 | 1 | 1 | 1 | 1 | 1 | 1 | 421  |
| 2    | KTM         | RC 250 GP    | 4 | 2  | 4 | 2  | 5 | 2 | 3 | 1 | 3 | 1 | 2 | 1 | 3 | 5 | 3 | 5 | 4 | 4 | 3 | 4 | 334  |
| 3    | Honda       | NSF250R      | 3 | 10 | 3 | 6  | 6 | 7 | 4 | 6 | 2 | 8 | 4 | 3 | 1 | 2 | 2 | 3 | 3 | 2 | 2 | 3 | 300  |
| Pos. | Costruttore | Motocicletta |   |    |   |    |   |   |   |   |   |   |   |   |   |   |   |   |   |   |   |   | P.ti |

| Legenda                                                                        | 1º posto        | 2º posto        | 3º posto | A punti      | Senza punti        | Grassetto=Pole position Corsivo=Giro più veloce |
| Legenda                                                                        | Gara non valida | Non qualificato | Ritirato | Squalificato | "-" Dato non disp. | Grassetto=Pole position Corsivo=Giro più veloce |
| Fonte dei dati: motogp.com, racingmemo.free.fr, autosport.com, jumpingjack.nl. |                 |                 |          |              |                    |                                                 |

#### Classifica squadre (prime tre posizioni)
| Pos. | Squadra                        | Piloti          |     |     |     |     |   |    |     |     |    |    |    |    |    |    |     |    |     |     |     |     | P.ti |
| ---- | ------------------------------ | --------------- | --- | --- | --- | --- | - | -- | --- | --- | -- | -- | -- | -- | -- | -- | --- | -- | --- | --- | --- | --- | ---- |
| 1    | CF Moto Aspar                  | David Alonso    | 1   | 4   | 1   | 11  | 1 | 1  | 1   | 5   | 1  | 2  | 1  | 4  | 7  | 1  | 1   | 1  | 1   | 1   | 1   | 1   | 466  |
| 1    | CF Moto Aspar                  | Joel Esteban    | 11  | 8   | 9   | Rit | 4 | 14 | 18  | 15  | 14 | 13 | 25 | 15 | 22 | 20 | 14  | 15 | 16  | Rit | Rit | Inf | 466  |
| 1    | CF Moto Aspar                  | Marcos Uriarte  |     |     |     |     |   |    |     |     |    |    |    |    |    |    |     |    |     |     |     | 25  | 466  |
| 2    | MT Helmets MSI                 | Iván Ortolá     | 9   | 3   | Rit | 3   | 5 | 2  | 6   | 1   | 3  | 1  | 9  | 12 | 3  | 5  | 9   | 16 | Rit | 4   | 4   | 9   | 355  |
| 2    | MT Helmets MSI                 | Ryūsei Yamanaka | Rit | Rit | 4   | 4   | 7 | 11 | 3   | 10  | 6  | 6  | 13 | 19 | 17 | 15 | 17  | 6  | 6   | 11  | 7   | 5   | 355  |
| 3    | Liqui Moly Husqvarna Intact GP | Tatsuki Suzuki  | 7   | 12  | 6   | 15  | 9 | 15 | Rit | Rit | 9  | 10 | 12 | 14 | 8  | 11 | 7   | 7  | 15  | 10  | Rit | 13  | 333  |
| 3    | Liqui Moly Husqvarna Intact GP | Collin Veijer   | 5   | 6   | Rit | 1   | 3 | 4  | 2   | 2   | 18 | 3  | 5  | 2  | 5  | 3  | Rit | 2  | 18  | 3   | 5   | 10  | 333  |
| Pos. | Squadra                        | Piloti          |     |     |     |     |   |    |     |     |    |    |    |    |    |    |     |    |     |     |     |     | P.ti |

| Legenda                                                                        | 1º posto        | 2º posto        | 3º posto | A punti      | Senza punti        | Grassetto=Pole position Corsivo=Giro più veloce |
| Legenda                                                                        | Gara non valida | Non qualificato | Ritirato | Squalificato | "-" Dato non disp. | Grassetto=Pole position Corsivo=Giro più veloce |
| Fonte dei dati: motogp.com, racingmemo.free.fr, autosport.com, jumpingjack.nl. |                 |                 |          |              |                    |                                                 |

### MotoE
Quella del 2024 è la sesta edizione della manifestazione e la seconda a fornitura Ducati. Proprio in quest'annata la casa di Borgo Panigale scende in pista con un suo team ufficiale affidando le due V21L a Chaz Davies e ad Armando Pontone. La stagione è caratterizzata dal classico derby Italia-Spagna, vista la massiccia presenza di piloti di queste due nazioni: quindici su diciotto. Per quanto concerne le gare vinte prevale il bel paese con nove affermazioni su sedici gare disputate, contro le restanti sette appannaggio dei piloti del regno iberico. D'altro canto il titolo va ad Héctor Garzó che, con la doppietta al Gran premio di Germania, si assicura un vantaggio in classifica amministrabile nella restante parte di campionato. Lo sfidante e campione uscente Mattia Casadei riesce comunque a tenere aperta la contesa fino all'evento finale a Misano.
La seconda edizione della classifica a squadre va ad Intact GP, con Garzó e Tulovic, che sopravanza di una quindicina di punti il Team LCR.

#### Classifica piloti (prime 5 posizioni)
| Pos. | Pilota             |     |    |     |     |   |     |    |    |     |   |    |    |   |     |     |   | P.ti |
| ---- | ------------------ | --- | -- | --- | --- | - | --- | -- | -- | --- | - | -- | -- | - | --- | --- | - | ---- |
| 1    | Héctor Garzó       | 2   | 2  | Rit | Rit | 4 | 5   | 3  | 8  | 1   | 3 | 1  | 1  | 2 | 1   | 4   | 7 | 246  |
| 2    | Mattia Casadei     | 3   | 1  | 3   | 2   | 6 | Rit | 1  | 2  | Rit | 8 | 9  | 9  | 3 | 3   | 1   | 2 | 231  |
| 3    | Óscar Gutiérrez    | Rit | 3  | 7   | 3   | 1 | 2   | 11 | 10 | 2   | 2 | NC | 4  | 1 | Rit | 8   | 1 | 208  |
| 4    | Kevin Zannoni      | 5   | 7  | 2   | 9   | 3 | 1   | 4  | 1  | 13  | 7 | 8  | 15 | 4 | 2   | Rit | 6 | 190  |
| 5    | Alessandro Zaccone | Rit | 12 | Rit | 4   | 5 | 3   | 2  | 6  | SQ  | 1 | 2  | 5  | 6 | 5   | 2   | 8 | 179  |
| Pos. | Pilota             |     |    |     |     |   |     |    |    |     |   |    |    |   |     |     |   | P.ti |

| Legenda | 1º posto        | 2º posto            | 3º posto           | A punti      | Senza punti        | Grassetto – Pole position Corsivo – Giro più veloce |
| Legenda | Gara non valida | Non qual./Non part. | Ritirato/Non class | Squalificato | '-' Dato non disp. | Grassetto – Pole position Corsivo – Giro più veloce |

#### Classifica squadre (prime tre posizioni)
| Pos. | Squadra                  | Piloti         |     |   |     |     |     |     |     |    |     |    |    |    |     |    |     |    | P.ti |
| ---- | ------------------------ | -------------- | --- | - | --- | --- | --- | --- | --- | -- | --- | -- | -- | -- | --- | -- | --- | -- | ---- |
| 1    | Dynavolt Intact GP MotoE | Lukas Tulovic  | 4   | 6 | 11  | 6   | Rit | 6   | NP  | NP | 7   | 4  | 7  | 10 | 8   | 7  | 7   | 17 | 357  |
| 1    | Dynavolt Intact GP MotoE | Héctor Garzó   | 2   | 2 | Rit | Rit | 4   | 5   | 3   | 8  | 1   | 3  | 1  | 1  | 2   | 1  | 4   | 7  | 357  |
| 2    | LCR E-Team               | Mattia Casadei | 3   | 1 | 3   | 2   | 6   | Rit | 1   | 2  | Rit | 8  | 9  | 9  | 3   | 3  | 1   | 2  | 343  |
| 2    | LCR E-Team               | Eric Granado   | Rit | 4 | 6   | Rit | 2   | Rit | 5   | 3  | Rit | 12 | NP | NP | Rit | 10 | 3   | 3  | 343  |
| 3    | Openbank Aspar           | Kevin Zannoni  | 5   | 7 | 2   | 9   | 3   | 1   | 4   | 1  | 13  | 7  | 8  | 15 | 4   | 2  | Rit | 5  | 343  |
| 3    | Openbank Aspar           | Jordi Torres   | Rit | 5 | 4   | Rit | 7   | 4   | Rit | 12 | 3   | 5  | 5  | 3  | 5   | 4  | 5   | 4  | 343  |
| Pos. | Squadra                  | Piloti         |     |   |     |     |     |     |     |    |     |    |    |    |     |    |     |    | P.ti |

| Legenda                                                                        | 1º posto        | 2º posto        | 3º posto | A punti      | Senza punti        | Grassetto=Pole position Corsivo=Giro più veloce |
| Legenda                                                                        | Gara non valida | Non qualificato | Ritirato | Squalificato | "-" Dato non disp. | Grassetto=Pole position Corsivo=Giro più veloce |
| Fonte dei dati: motogp.com, racingmemo.free.fr, autosport.com, jumpingjack.nl. |                 |                 |          |              |                    |                                                 |